# Mecz Gwiazd PLK 2007
Mecz Gwiazd Dominet Bank Ekstraligi 2007 rozegrany został 3 marca w Hali Ludowej we Wrocławiu. Była to 14. impreza tego typu. Transmisję z meczu nadawały Polsat oraz Polsat Sport. Spotkanie gwiazd odbyło się w konwencji Północ – Południe. Po raz pierwszy odbył się także Mecz Gwiazd Pierwszej Ligi.

## Głosowanie
Łącznie w głosowaniu na portalu www.meczgwiazd.interia.pl oraz za pomocą SMS-ów oddano 36342 głosy, w tym 6980 na kandydatów do konkursu wsadów oraz 29362 na kandydatów do pierwszych piątek Meczu Gwiazd.

### Północ
- Robert Skibniewski (obrońca, Polpak Świecie, 952)
- Dawid Witos (obrońca, AZS Koszalin, 779)
- Harding Nana (skrzydłowy, Polpak Świecie, 1082) - najwięcej zebranych głosów
- Aaron Pettway (skrzydłowy, Kager Gdynia) - w miejsce kontuzjowanego Adama Wójcika
- Rafał Bigus (środkowy, Kotwica Kołobrzeg, 983)

### Południe
- Dean Oliver (obrońca, ASCO Śląsk Wrocław, 1044)
- Andrzej Pluta (obrońca, Anwil Włocławek, 1070)
- Radosław Hyży (skrzydłowy, ASCO Śląsk Wrocław, 809)
- Goran Jagodnik (skrzydłowy, Anwil Włocławek, 799)
- Robert Witka (środkowy, BOT Turów Zgorzelec) - w miejsce kontuzjowanego Otisa Hilla

## Mecz Gwiazd Dominet Bank Ekstraligi
Pogrubienie – oznacza zawodnika składu podstawowego
| Północ – 77              | Północ – 77       | Północ – 77                 | Północ – 77 | 87 – Południe      | 87 – Południe     | 87 – Południe            | 87 – Południe |
| Zawodnik                 | Kraj              | Klub                        | Pkt         | Zawodnik           | Kraj              | Klub                     | Pkt           |
| ------------------------ | ----------------- | --------------------------- | ----------- | ------------------ | ----------------- | ------------------------ | ------------- |
| Harding Nana             | Kamerun           | Polpak Świecie              | 19          | Andrzej Pluta      | Polska            | Anwil Włocławek          | 11            |
| Aaron Pettway            | Stany Zjednoczone | Kager Gdynia                | 16          | Robert Witka       | Polska            | BOT Turów Zgorzelec      | 11            |
| Dawid Witos              | Polska            | AZS Koszalin                | 6           | Goran Jagodnik     | Słowenia          | Anwil Włocławek          | 7             |
| Robert Skibniewski       | Polska            | Polpak Świecie              | 3           | Radosław Hyży      | Polska            | ASCO Śląsk Wrocław       | 4             |
| Rafał Bigus              | Polska            | Kotwica Kołobrzeg           | 2           | Dean Oliver        | Stany Zjednoczone | ASCO Śląsk Wrocław       | 2             |
| Rashid Atkins            | Stany Zjednoczone | Prokom Trefl Sopot          | 12          | Grady Reynolds     | Stany Zjednoczone | Polonia SPEC Warszawa    | 16            |
| Miah Davis               | Stany Zjednoczone | Energa Czarni Słupsk        | 6           | Thomas Kelati      | Stany Zjednoczone | BOT Turów Zgorzelec      | 13            |
| Przemysław Frasunkiewicz | Polska            | Energa Czarni Słupsk        | 5           | Tony Akins         | Stany Zjednoczone | Stal Ostrów Wielkopolski | 7             |
| David Logan              | Stany Zjednoczone | Polpharma Starogard Gdański | 4           | Wojciech Szawarski | Polska            | Stal Ostrów Wielkopolski | 7             |
| Iwo Kitzinger            | Polska            | Polpharma Starogard Gdański | 2           | Dominik Tomczyk    | Polska            | ASCO Śląsk Wrocław       | 6             |
| Gintaras Kadziulis       | Litwa             | Kager Gdynia                | 2           | Michael Ansley     | Stany Zjednoczone | Stal Ostrów Wielkopolski | 3             |
|                          |                   |                             |             | Łukasz Koszarek    | Polska            | Turów Zgorzelec          | 0             |

## Mecz Gwiazd I Ligi
Na podstawie.
pogrubienie – oznacza MVP meczu lub zwycięzcę konkursu

Trener drużyny Północy: Tadeusz Aleksandrowicz (Zastal), asystent: Grzegorz Chodkiewicz (Tarnovia) 

Trener drużyny Południa: Radosław Czerniak (Górnik), asystent: Dariusz Kaszowski (Sokół)
| Paweł Szcześniak    | Zastal Grono Zielona Góra    | 7  | Rafał Glapiński      | Górnik Wałbrzych  | 3  |
| Jarosław Kalinowski | Zastal Grono Zielona Góra    | 6  | Marcin Stokłosa      | Górnik Wałbrzych  | 10 |
| Robert Morkowski    | Zastal Grono Zielona Góra    | 8  | Michał Saran         | Górnik Wałbrzych  | 3  |
| Marcin Chodkiewicz  | Zastal Grono Zielona Góra    | 10 | Paweł Pydych         | Stal Stalowa Wola | 5  |
| Krzysztof Szubarga  | Sportino Inowrocław          | 14 | Jacek Jarecki        | Stal Stalowa Wola | 2  |
| Łukasz Żytko        | Sportino Inowrocław          | 4  | Adam Lisewski        | Stal Stalowa Wola | 8  |
| Łukasz Wichniarz    | Sportino Inowrocław          | 4  | Maciej Klima         | Sokół Łańcut      | 4  |
| Marcin Ecka         | Znicz Basket Pruszków        | 3  | Jerzy Koszuta        | Sokół Łańcut      | 16 |
| Tomasz Wojdyła      | Politechnika Poznań          | 5  | Łukasz Grzegorzewski | Siarka Tarnobrzeg | 6  |
| Stanisław Prus      | Spójnia Stargard Szczeciński | 7  | Daniel Wall          | Siarka Tarnobrzeg | 11 |
| Michał Wołoszyn     | Znicz Basket Pruszków        | 5  | Jacek Olejniczak     | Start AZS Lublin  | 10 |
| Tomasz Pięta        | Tarnovia Tarnowo Podgórne    | 0  | Łukasz Pacocha       | Resovia Rzeszów   | 5  |

Konkurs wsadów
- Uczestnicy: Jerzy Koszuta (Sokół),  Łukasz Grzegorzewski (Siarka), Michał Saran (Górnik)

Konkurs rzutów za 3 punkty
- Uczestnicy: Jarosław Kalinowski (Zastal – 11 na 15), Marcin Stokłosa (Górnik), Łukasz Żytko (Sportino)

## Konkurs wsadów
- 1. Grady Reynolds (Polonia SPEC Warszawa)
- 2. David Logan (Polpharma Starogard Gdański)

## Konkurs rzutów za 3
- 1. Iwo Kitzinger (Polpharma Starogard Gdański)
- 2. Andrzej Pluta (Anwil Włocławek)

## MVP
- Grady Reynolds (silny skrzydłowy, Polonia SPEC Warszawa)

Nagrodzony został także Aaron Pettway (środkowy, Kager Gdynia).

## Gwiazdy na Meczu Gwiazd
- Krzysztof Skiba - prowadzący
- Adam Romański i Mirosław Noculak - komentatorzy
- Andrzej Grabowski i Tomasz Jachimek - "dodatkowi" komentatorzy
- Szymon Wydra
- Patrycja Markowska
- Halinka Mlynkova
- Anna Wyszkoni
- Artur Gadowski
- Queens
- Papa Dance

## Zobacz
- Mecz Gwiazd PLK